# Ronald Machtley
Ronald Keith Machtley (Johnstown, 13 luglio 1948) è un politico statunitense, membro della Camera dei Rappresentanti per lo stato del Rhode Island dal 1989 al 1995.

## Biografia
Nato in Pennsylvania, dopo il diploma Machtley si arruolò nella marina e studiò alla United States Naval Academy per poi laurearsi in giurisprudenza alla Suffolk University. Fu attivo nel campo militare dal 1970 al 1978, dopodiché fu riservista e lavorò come avvocato nel settore privato.
Entrato in politica con il Partito Repubblicano, nel 1988 si candidò alla Camera dei Rappresentanti e riuscì ad essere eletto, sconfiggendo il deputato democratico in carica da ventotto anni Fernand St. Germain. Negli anni successivi fu riconfermato dagli elettori per altri due mandati.
Nel 1994 non concorse per la rielezione alla Camera, candidandosi invece alla carica di governatore del Rhode Island; Machtley tuttavia venne sconfitto nelle primarie repubblicane da Lincoln Almond, che fu poi eletto governatore.
Dal 1996 è rettore della Bryant University.